# Одди, Сильвио
Сильвио Анджело Пио Одди (итал. Silvio Angelo Pio Oddi, 14 ноября 1910, Морфассо, Королевство Италия — 29 июня 2001, Кортемаджоре, Италия) — итальянский куриальный кардинал и ватиканский сановник. Титулярный архиепископ Мессембрии с 30 июля 1953. Апостольский делегат в Иерусалиме, Палестине, Трансиордании и на Кипре с 31 июля 1953 по 11 января 1957. Апостольский интернунций в Египте с 11 января 1957 по 17 мая 1962. Апостольский нунций в Бельгии и апостольский интернунций в Люксембурге с 17 мая 1962 по 28 апреля 1969. Председатель Комиссии кардиналов по Папских Святынь Помпеи и Лорето с 13 июня 1969 по 19 июня 1974, и папский легат патриаршей базилики Святого Франциска Ассизского с 13 июня 1969 по 29 сентября 1979. Префект Священной Конгрегации по делам духовенства с 29 сентября 1979 по 9 января 1986. Камерленго Коллегии кардиналов с 25 июня 1984 по 22 июня 1987. Кардинал-дьякон с титулярной диаконией Сант-Агата-деи-Готи с 28 апреля 1969 по 30 июня 1979. Кардинал-священник с титулом церкви pro illa vice Сант-Агата-деи-Готи с 30 июня 1979.